# پاواتکی
پاواتکی (به لهستانی:  Pałatki) یک روستا در لهستان است که در گمینا گرودک واقع شده‌است.